# It’s My Life Tour
It’s My Life Tour — концертный тур англо-американской хард-рок-группы Tin Machine (музыкального проекта Дэвида Боуи), организованный в поддержку альбома Tin Machine II. Гастроли стартовали 5 октября 1991 года концертом в Teatro Smeraldo (Милан), продолжившись выступлениями в Европе, Северной Америке и Азии, финальное шоу состоялось 17 февраля 2022 года в Budokan Hall (Токио). Всего было отыграно 69 концертов в 12 странах, что гораздо больше их первого турне 1989 года. Группа специально выбирала небольшие концертные площадки, вместимостью несколько тысяч мест или меньше, чтобы сосредоточиться на музыке без каких-либо театральных постановок, что резко контрастировало с предыдущими гастролями Дэвида Боуи Glass Spider Tour и Sound + Vision Tour. Ещё одной причиной предпочтения маленьких площадок было желание музыканта отстраниться от фанатов «желавших чтоб он играл старые хиты или что-то в этом роде. Мы вообще не хотели с такими сталкиваться».

## История
Группа репетировала и готовилась к туру в Дублине в августе 1991 года. Дополнительно был приглашен гитарист Эрик Шермерхорн. Концертная программа состояла из материала альбомов Tin Machine и Tin Machine II, а также кавер-версий песен Pixies, Нила Янга и The Moody Blues.
Перед началом некоторых концертов на сцену ставили старый телевизор, по которому транслировались старые ситкомы, а через громкоговорители звучала прелюдия к опере Вагнера «Тристан и Изольда».
Боуи утверждал, что каждый сет-лист составлялся прямо перед началом шоу: «У нас вообще нет сет-листа. У нас есть полный список всех наших песен в уголке сцены и мы чередуем их как Бог на душу положит. Если вы застали нас в неудачный вечер — можете увидеть одно из самых ужасных шоу в своей жизни. Но если в хороший — а, к счастью, с этой группой большинство концертов были хорошими — шоу будет действительно потрясающим».
Выступление группы 1 сентября 1991 года в аэропорту Лос-Анджелеса было записано для серии радиопередач ABC In Concert и вышло в эфир 6 сентября 1991 года. 23 ноября 1991 года Tin Machine выступили в телешоу Saturday Night Live.

## Концертные записи
Концерт в Hamburg Docks (24 октября 1991 года) был снят на видео и выпущен под названием Oy Vey, Baby: Tin Machine Live at the Docks. Кроме того, песня «Baby Can Dance», исполненная во время этого выступления, была включена в сборник Best of Grunge Rock. Материал, записанный во время концертов в Бостоне, Чикаго, Нью-Йорке, Саппоро и Токио, был скомпонован в концертный альбом Tin Machine Live: Oy Vey, Baby (1992).

## Отзывы
Отзыв о выступлении Tin Machine в Сан-Франциско был отрицательным: «Трудно представить, что люди уходят с концерта Дэвида Боуи в Slim's, но вам нужно было просто посмотреть по сторонам в конце выступления Tin Machine [чтобы осознать этот факт]. … Боуи и его партнеры устроили более чем часовую демонстрацию его последнего перевоплощения, и музыка оказалась практически полностью неудобоваримой». Шоу в Сиэтле, напротив, было встречено положительными рецензиями: «Прежде всего следует сказать, что на всех уровнях Tin Machine — выдающаяся группа… [они] вполне могут представлять собой следующий эволюционный шаг в рок-н-ролле — или просто еще один тупик. В любом случае, это мощная штука». Во время шоу Боуи играл на альтовом и баритоновом саксофоне, а также на электрической, акустической и 12-струнной гитаре.
В газете Los Angeles Times вышла положительная рецензия о первом нью-йоркском концерте Tin Machine, в ней похвалили группу за желание поэкспериментировать с аранжировками песен и высоко оценили «театральность» и самоотдачу Боуи.

## Участвующие музыканты
- Дэвид Боуи — ведущий вокал, гитара, альтовый и теноровый саксофоны
- Ривз Гэбрелс — соло-гитара, бэк-вокал
- Тони Сэйлс — бас-гитара, бэк-вокал
- Хант Сэйлс — ударные, бэк-вокал
- Эрик Шермерхорн[англ.] — ритм-гитара, бэй-вокал

## Расписание концертов
| Дата                     | Город             | Страна            | Место                      |
| Репетиционные шоу        | Репетиционные шоу | Репетиционные шоу | Репетиционные шоу          |
| ------------------------ | ----------------- | ----------------- | -------------------------- |
| 10 августа 1991          | Дублин            | Ирландия          | Factory Studios            |
| 11 августа 1991          | Дублин            | Ирландия          | Factory Studios            |
| 12 августа 1991          | Дублин            | Ирландия          | Factory Studios            |
| 13 августа 1991          | Дублин            | Ирландия          | Factory Studios            |
| 14 августа 1991          | Дублин            | Ирландия          | Factory Studios            |
| 15 августа 1991          | Дублин            | Ирландия          | Factory Studios            |
| Разминочные шоу          |                   |                   |                            |
| 16 августа 1991          | Дублин            | Ирландия          | The Baggot Inn             |
| 19 августа 1991          | Дублин            | Ирландия          | The Waterfront             |
| Шоу для прессы           |                   |                   |                            |
| 1 сентября 1991          | Лос-Анджелес      | Соединённые Штаты | Rockit Cargo @ LAX Airport |
| Выступления на выставках |                   |                   |                            |
| 7 сентября 1991          | Миннеаполис       | Соединённые Штаты | Marriott                   |
| 10 сентября 1991         | Лас-Анджелес      | Соединённые Штаты | Marriott                   |
| 12 сентября 1991         | Сан-Франциско     | Соединённые Штаты | Slim’s                     |
| Европа                   |                   |                   |                            |
| 5 октября 1991           | Милан             | Италия            | Teatro Smeraldo            |
| 6 октября 1991           | Милан             | Италия            | Teatro Smeraldo            |
| 8 октября 1991           | Флоренция         | Италия            | Palazzetto Dello Sport     |
| 9 октября 1991           | Рим               | Италия            | Teatro Brancaccio          |
| 10 октября 1991          | Рим               | Италия            | Teatro Brancaccio          |
| 12 октября 1991          | Мюнхен            | Германия          | Circus Krone               |
| 14 октября 1991          | Оффенбах-ам-Майн  | Германия          | Stadthalle                 |
| 15 октября 1991          | Людвигсбург       | Германия          | Forum                      |
| 17 октября 1991          | Берлин            | Германия          | Neue Welt                  |
| 19 октября 1991          | Копенгаген        | Дания             | Falkoner Teatret           |
| 21 октября 1991          | Стокгольм         | Швеция            | Circus                     |
| 22 октября 1991          | Осло              | Норвегия          | Oslo Konserthus            |
| 24 октября 1991          | Гамбург           | Германия          | Docks                      |
| 25 октября 1991          | Ганновер          | Германия          | Music Hall                 |
| 26 октября 1991          | Кёльн             | Германия          | E-Werk                     |
| 28 октября 1991          | Утрехт            | Нидерланды        | Muziekcentrum Vredenburg   |
| 29 октября 1991          | Париж             | Франция           | Olympia                    |
| 30 октября 1991          | Париж             | Франция           | Le Zénith                  |
| 31 октября 1991          | Брюссель          | Бельгия           | Ancienne Belgique          |
| 2 ноября 1991            | Вулверхемптон     | Англия            | Civic Hall                 |
| 3 ноября 1991            | Манчестер         | Англия            | International 2            |
| 5 ноября 1991            | Ньюкасл           | Англия            | Mayfair                    |
| 6 ноября 1991            | Ливерпуль         | Англия            | Royal Court                |
| 7 ноября 1991            | Глазго            | Шотландия         | Barrowlands                |
| 9 ноября 1991            | Кембридж          | Англия            | Corn Exchange              |
| 10 ноября 1991           | Брикстон          | Англия            | Brixton Academy            |
| 11 ноября 1991           | Брикстон          | Англия            | Brixton Academy            |
| Северная Америка         |                   |                   |                            |
| 15 ноября 1991           | Филадельфия       | Соединённые Штаты | Tower Theater              |
| 16 ноября 1991           | Вашингтон         | Соединённые Штаты | The Citadel                |
| 17 ноября 1991           | Филадельфия       | Соединённые Штаты | Tower Theater              |
| 19 ноября 1991           | Нью-Хейвен        | Соединённые Штаты | Toad’s Place               |
| 20 ноября 1991           | Бостон            | Соединённые Штаты | Orpheum Theater            |
| 24 ноября 1991           | Провиденс         | Соединённые Штаты | New Campus Club            |
| 25 ноября 1991           | Нью-Бритен        | Соединённые Штаты | The Sting                  |
| 27 ноября 1991           | Нью-Йорк          | Соединённые Штаты | Academy of Music           |
| 29 ноября 1991           | Нью-Йорк          | Соединённые Штаты | Academy of Music           |
| 1 декабря 1991           | Монреаль          | Канада            | La Brique                  |
| 2 декабря 1991           | Монреаль          | Канада            | La Brique                  |
| 3 декабря 1991           | Торонто           | Канада            | The Concert Hall           |
| 4 декабря 1991           | Детройт           | Соединённые Штаты | Clubland                   |
| 6 декабря 1991           | Кливленд          | Соединённые Штаты | Agora Metropolitan         |
| 7 декабря 1991           | Чикаго            | Соединённые Штаты | Riviera Theatre            |
| 9 декабря 1991           | Даллас            | Соединённые Штаты | Bronco Bowl                |
| 10 декабря 1991          | Хьюстон           | Соединённые Штаты | Back Alley                 |
| 12 декабря 1991          | Лос-Анджелес      | Соединённые Штаты | Hollywood Palladium        |
| 14 декабря 1991          | Сан-Диего         | Соединённые Штаты | Spreckels Theater          |
| 15 декабря 1991          | Сан-Диего         | Соединённые Штаты | Spreckels Theater          |
| 17 декабря 1991          | Сан-Франциско     | Соединённые Штаты | The Warfield               |
| 18 декабря 1991          | Сан-Франциско     | Соединённые Штаты | The Warfield               |
| 20 декабря 1991          | Сиэтл             | Соединённые Штаты | Paramount Theatre          |
| 21 декабря 1991          | Ванкувер          | Канада            | Commodore Ballroom         |
| Азия                     |                   |                   |                            |
| 29 января 1992           | Киото             | Япония            | Kaikan Dai Ichi Hall       |
| 30 января 1992           | Осака             | Япония            | Festival Hall              |
| 31 января 1992           | Осака             | Япония            | Festival Hall              |
| 2 февраля 1992           | Фукуока           | Япония            | Kyusyu Kouseinenkin Kaikan |
| 3 февраля 1992           | Хиросима          | Япония            | Kouseinenkin Kaikan        |
| 5 февраля 1992           | Токио             | Япония            | NHK Hall                   |
| 6 февраля 1992           | Токио             | Япония            | NHK Hall                   |
| 7 февраля 1992           | Иокогама          | Япония            | Bunka Taiikukan            |
| 10 февраля 1992          | Саппоро           | Япония            | Kouseinenkin Kaikan        |
| 11 февраля 1992          | Саппоро           | Япония            | Kouseinenkin Kaikan        |
| 13 февраля 1992          | Сендай            | Япония            | Sunplaza Hall              |
| 14 февраля 1992          | Омия              | Япония            | Soniku City Hall           |
| 17 февраля 1992          | Токио             | Япония            | Budokan Hall               |

## Звучащие в турне песни
Обозначения:
- CD песня фигурирует в альбоме Oy Vey, Baby
- VHS/LD песня фигурирует в концертном фильме Oy Vey, Baby
- CD/VHS/LD песня фигурирует в обеих версиях Oy Vey, Baby

| Из альбома Live Santa Monica ’72 - «My Death» (оригинальная версия выпущена в альбоме La Valse à Mille Temps (1959) Жака Бреля; композиторы: Брель и Морт Шуман) - «I’m Waiting for the Man» (оригинальная версия выпущена в альбоме The Velvet Underground & Nico (1967) группы The Velvet Underground и певицы Нико; автор и композитор: Лу Рид; неизданный материал из различных сессий Дэвида Боуи периода 1966-72 годов) Из альбома Tin Machine - «Heaven’s in Here» CD/VHS/LD - «Tin Machine» (Дэвид Боуи, Ривз Гэбрелс, Хант Сэйлс, Тони Сэйлс) - «Crack City» VHS/LD - «I Can’t Read» (Боуи, Гэбрелс) CD/VHS/LD - «Under the God» CD/VHS/LD - «Amazing» (Боуи, Гэбрелс) CD - «Bus Stop» (кантри-версия) (Боуи, Гэбрелс) VHS/LD - «Pretty Thing» - «Sacrifice Yourself» (Боуи, братья Сэйлс) VHS/LD - «Baby Can Dance» Из альбома Tin Machine II - «Baby Universal» (Боуи, Гэбрелс) VHS/LD - «One Shot» (Боуи, Гэбрелс) VHS/LD - «You Belong in Rock ’n’ Roll» (Боуи, Гэбрелс) CD/VHS/LD - «If There Is Something» (оригинальная версия выпущена в альбоме Roxy Music (1972) группы Roxy Music; автор и композитор: Брайан Ферри) CD/VHS/LD - «Amlapura» (Боуи, Гэбрелс) VHS/LD - «Betty Wrong» (Боуи, Гэбрелс) VHS/LD - «You Can’t Talk» (Боуи, Гэбрелс) VHS/LD - «Stateside» (Боуи, Хант Сэйлс) CD/VHS/LD - «Shopping for Girls» (Боуи, Гэбрелс) - «A Big Hurt» - «Sorry» (Хант Сэйлс) - «Goodbye Mr. Ed» (Боуи, братья Сэйлс) CD/VHS/LD | Из альбома Black Tie White Noise - «I Feel Free» (оригинальная версия выпущена в альбоме Fresh Cream (1966) группы Cream; авторы: Пит Браун и Джек Брюс) Прочие песни: - «A Hard Rain’s a-Gonna Fall» (оригинальная версия выпущена в альбоме The Freewheelin’ Bob Dylan (1963) Боба Дилана; автор и и композитор: Боб Дилан) - «April in Paris» (оригинальная версия звучит в бродвейском мюзикле Walk A Little Faster (1932); авторы: Вернон Дюк и Йип Харбург) - «Baby, Please Don’t Go» (оригинальная версия выпущена на сингле (1935) Биг Джо Уильямса) - «Debaser» (оригинальная версия выпущена в альбоме Doolittle (1989) группы Pixies; автор и композитор: Блэк Фрэнсис) - «Don’t Start Me Talkin’» (оригинальная версия выпущена на сингле (1955) Сонни Боя Уильямсона II) - «Dream On Little Dreamer» (оригинальная версия выпущена в альбоме The Scene Changes (1965) Перри Комо; авторы: Ян Кратчфилд и Фред Берч) - «Fever» (оригинальная версия выпущена на сингле (1956) Литтл Вилли Джона; авторы: Эдди Кули и Отис Блэквелл) - «Go Now» (оригинальная версия выпущена на сингле (1964) Бесси Бэнкс; наиболее известная кавер-версия записана группой The Moody Blues годом позже; авторы: Ларри Бэнкс и Милтон Беннет) VHS/LD - «I’m a King Bee» (оригинальная версия выпущена на сингле (1957) Слима Харпо; автор и композитор: Слим Харпо) - «In Every Dream Home a Heartache» (оригинальная версия выпущена в альбоме For Your Pleasure (1973) группы Roxy Music; автор и композитор: Брайан Ферри) - «I’ve Been Waiting for You» (оригинальная версия выпущена в альбоме Neil Young (1968) НИла Янга; автор и композитор: Нил Янг), впоследствии записана для альбома Боуи Heathen (2002). - «Shakin’ All Over» (оригинальная версия выпущена на сингле (1960) группы Johnny Kidd & The Pirates; автор и композитор: Джонни Кил; би-сайд сингла «You Belong in Rock n’ Roll») - «Somewhere» (оригинальная версия звучит в бродвейском мюзикле West Side Story (1957); авторы: Леонард Бернстайн и Стивен Сондхайм) - «Throwaway» (из альбома Primitive Cool (1987) Мика Джаггера из The Rolling Stones, автор и композитор: Мик Джаггер) - «Wild Thing» (оригинальная версия записана группой The Wild Ones (1965); наиболее известная кавер-версия записана группой The Troggs; автор и композитор: Чип Тейлор) - «(You Caught Me) Smilin’» (оригинальная версия выпущена в альбоме There’s a Riot Goin’ On (1971) группы Sly & the Family Stone; автор и композитор: Слай Стоун) - «You Must Have Been a Beautiful Baby» (оригинальная версия выпущена в качестве саундтрека к фильму «Крепись!» (1938) в исполнении Дика Пауэлла; авторы: Гарри Уоррен и Джонни Мерсер) |